# Kong Haakon VII's Ankomst til København
Kong Haakon VII's Ankomst til København je dánský němý film z roku 1906. Film trvá zhruba 4 minuty.

## Děj
Film zachycuje příjezd norského krále Haakona VII. do Kodaně. Jeho cesta končí na náměstí zámku Amalienborg.